# 中華民國—獅子山關係
中華民國與獅子山共和國（意譯獅子山；音譯塞拉利昂）於1963—1971年有官方外交關係，斷交後，目前沒有在對方首都互設具大使館功能的代表機構。對獅子山的相關事務由駐奈及利亞聯邦共和國臺北貿易辦事處、駐英國台北代表處共同管轄。

## 政治

### 外交

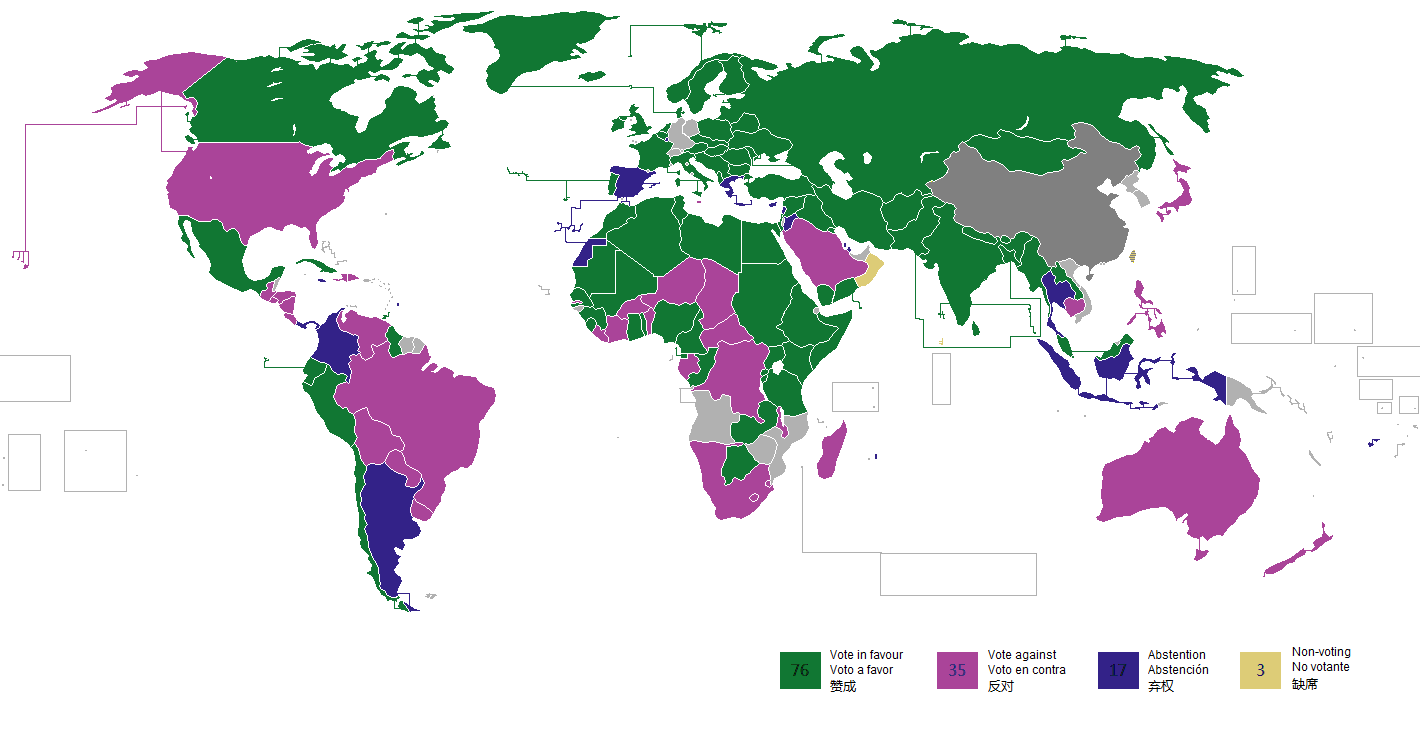
綠色國家表示在1971年的投票中反對中華民國續留聯合國，即《聯合國大會2758號決議》，其中包括獅子山。

1963年9月28日，建立大使級外交關係。於首都自由城設立中華民國駐獅子山共和國大使館，並派駐大使。獅子山則未設立大使館、派駐大使。
1969年5月26日，獅子山總理史蒂文斯抵臺訪問。
1971年8月20日，與中華民國斷交。
1971年10月25日，第26屆聯合國大會就塞拉利昂等23國所提出的「恢復中華人民共和國在聯合國的合法權利」議案進行表決。最終以76票贊成、35票反對、17票棄權的結果通過。根據《聯合國憲章》和聯合國大會議事規則，提案通過即成為正式決議，是為《聯合國大會2758號決議》。中華民國、馬爾地夫、阿曼等3國未投票。代表中國正統的中華民國政府，以外交部長周書楷為代表，在表決之前數小時，於大會上主動宣布退出聯合國。日後，中華民國政府將此決議稱為「排我納匪案」。

#### 中華民國駐獅子山共和國大使（1963－1971年）
| 姓名   | 任命           | 到任           | 遞交国书      | 離任           | 外交衔级 | 外交職務     |
| ------ | -------------- | -------------- | ------------- | -------------- | -------- | ------------ |
| 李惟岷 | 1963年12月27日 | 1964年1月28日  |               | 1965年10月30日 | 參事     | 臨時代辦     |
| 柳鹤图 | 1965年9月25日  | 1965年10月30日 | 1965年11月5日 | 1971年8月25日  | 大使     | 特命全權大使 |

## 經濟

### 貿易
| 年分 | 貿易總額   | 貿易總額 | 貿易總額 | 出口至獅子山 | 出口至獅子山 | 出口至獅子山 | 自獅子山進口 | 自獅子山進口 | 自獅子山進口 | 順逆差 |
| 年分 | 金額       | 年增減   | 排名     | 金額         | 年增減       | 排名         | 金額         | 年增減       | 排名         | 順逆差 |
| ---- | ---------- | -------- | -------- | ------------ | ------------ | ------------ | ------------ | ------------ | ------------ | ------ |
| 2017 | 10,218,235 | ▲173.2%  | 145      | 5,723,026    | ▲64.1%       | 142          | 4,495,209    | ▲1,681.8%    | 127          | 順差▼  |
| 2018 | 2,420,710  | ▼76.3%   | 170      | 2,128,132    | ▼62.8%       | 162          | 292,578      | ▼93.5%       | 170          | 順差▲  |
| 2019 | 3,639,569  | ▲50.4%   | 171      | 3,385,900    | ▲59.1%       | 160          | 253,669      | ▼13.3%       | 178          | 順差▲  |
| 2020 | 2,332,585  | ▼35.9%   | 174      | 1,602,713    | ▼52.7%       | 166          | 729,872      | ▲187.7%      | 157          | 順差▼  |
| 2021 | 3,711,717  | ▲59.1%   | 175      | 3,532,605    | ▲120.4%      | 158          | 179,112      | ▼75.5%       | 178          | 順差▲  |
| 2022 | 2,572,957  | ▼30.7%   | 179      | 2,246,987    | ▼36.4%       | 165          | 325,970      | ▲82.0%       | 170          | 順差▼  |
| 2023 | 4,054,920  | ▲57.6%   | 169      | 3,883,068    | ▲72.8%       | 159          | 171,852      | ▼47.3%       | 171          | 順差▲  |
| 2024 | 2,958,378  | ▼27.0%   | 176      | 2,443,955    | ▼37.1%       | 159          | 514,423      | ▲199.3%      | 166          | 順差▼  |

2023年的兩國貿易項目如下：
出口至獅子山的前10大項目為：礦物或化學肥料；氧官能胺基化合物；橡膠或塑料加工機或以此類原料製造產品之機械；稻米；除小麥粉外的其他穀粉；電話機（包括智能手机），以及其他傳輸或接收聲音、圖像之有線或无线网络通訊器具；有機組合溶剂與稀釋劑、漆或凡立水去除製劑；油墨、墨水與其他墨類；診斷或實驗用有底襯之試劑或配製試劑，以及檢定參照物；特定用途機器之零件與附件等。
自獅子山進口的前10大項目為：钛礦石及其精砂；示波器、频谱分析仪與其他供計量或檢查電量之儀器與器具，供計量或偵測X光、阿爾法、貝他、伽馬放射線、宇宙或其他離子輻射線用之儀器與器具；自行車或機動車輛用之電氣照明或信號設備、擋風板刮刷器、去霜或去霧器；電路開關、保護電路或連接電路用之電氣用具、光纖、光纖束、光纤电缆或光纖傳輸纜用之連接器；一般或競技運動、戶外遊戲用物品與設備、游泳池與袖珍游泳池；機動車輛所用之零件與附件；特殊物品，含進口未超過5萬新臺幣之小額報單與其他零星物品；理化分析用儀器與器具、計量或檢查粘性、多孔性、膨脹性、表面张力與類似性能之儀器與器具，計量或檢查熱量、音量或光之儀器與器具、理化分析用切片機；密合墊、金屬片與其他材料或兩層或多層金屬片合成之類似接合墊，以及機械軸封；安全玻璃，包括強化或膠合玻璃等。

## 協定
| 日期           | 簽署                                             | 備註     |
| -------------- | ------------------------------------------------ | -------- |
| 1964年3月20日  | 《中華民國與獅子山技術合作協定》                 | [ 註 2 ] |
| 1988年11月11日 | 《中華民國與獅子山間郵政國際快捷郵件協議備忘錄》 |          |

## 簽證

持中華民國護照的中華民國國民簽證要求分布圖：入境獅子山需要簽證。

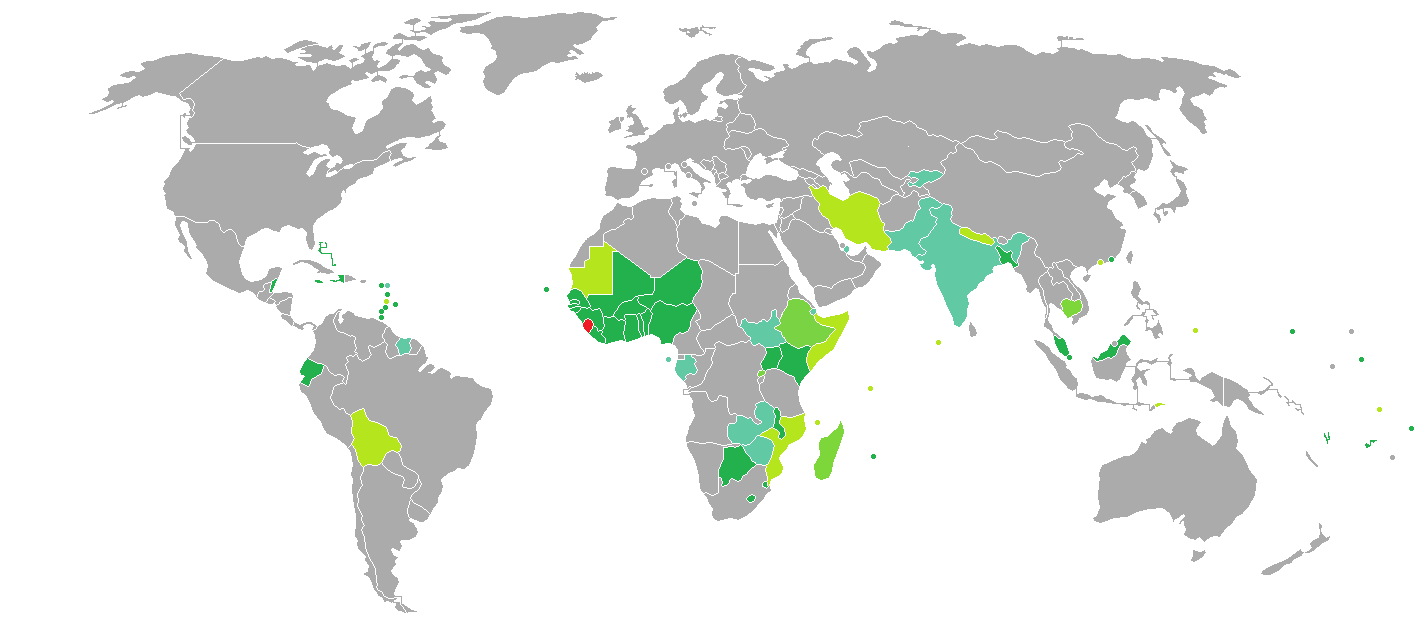
持獅子山護照的獅子山人口簽證要求分布圖：入境中華民國需要簽證。

兩國國民皆須申請簽證方可入境對方國家。持中華民國護照與黃熱病疫苗接種證明（黃皮書）的中華民國國民可前往獅子山駐美國大使館、駐甘比亞高級專員公署（即大使館）申請簽證。
持獅子山護照的獅子山國民抵台參加由中央政府機關主辦、協辦或贊助之國際會議、運動賽事、商展或其他活動，可以電子簽證入境中華民國，停留最多30天並不得延期。

## 交通

### 航空

#### 客運
兩國無直航班機，可經由（不計航點遠近，截至2023年6月29日）：
- 臺北→伊斯坦堡、巴黎，再轉機前往獅子山的隆吉國際機場。

## 外部連結
- 中華民國外交部－獅子山共和國簡介 （页面存档备份，存于）
- 駐奈及利亞聯邦共和國臺北貿易辦事處
- 駐英國臺北代表處
- 外交部領事事務局－國外旅遊警示分級表
- 中華民國衛生福利部－國際旅遊疫情建議等級
- 中華民國國際經濟合作協會 （页面存档备份，存于）